# 杨丹 (1962年)
杨丹（1962年5月—），重庆铜梁人，1985年7月参加工作，1995年6月加入九三学社，重庆大学机械制造专业博士研究生毕业。现任四川省政协副主席，西南交通大学校长、教授、博士生导师，九三学社中央常委、四川省委主委，重庆市人民政府参事。
1993年12月，任重庆大学系统工程及应用数学系副主任，评为副教授。1995年6月，毕业于重庆大学机械学院在职博士研究生，获工学博士学位。1996年6月，评为教授。后历任理学院、数理学院、软件学院院长、虎溪校区管委会常务副主任、校长助理、副校长、常务副校长（正局级）。2017年，当选九三学社重庆市委副主委。2019年6月，任西南交通大学校长。2020年11月，当选九三学社四川省委主委。2020年12月，补选为九三学社中央常委。2022年1月，不再担任四川省政协常委，当选为四川省政协副主席。2023年11月，不再担任西南交通大学校长。

## 科学研究
研究方向包括服务计算、计算机视觉、运筹学与系统工程等。